# Ембанкмент (станція метро)
51°30′26″ пн. ш. 0°07′20″ зх. д. / 51.50722° пн. ш. 0.12235° зх. д.

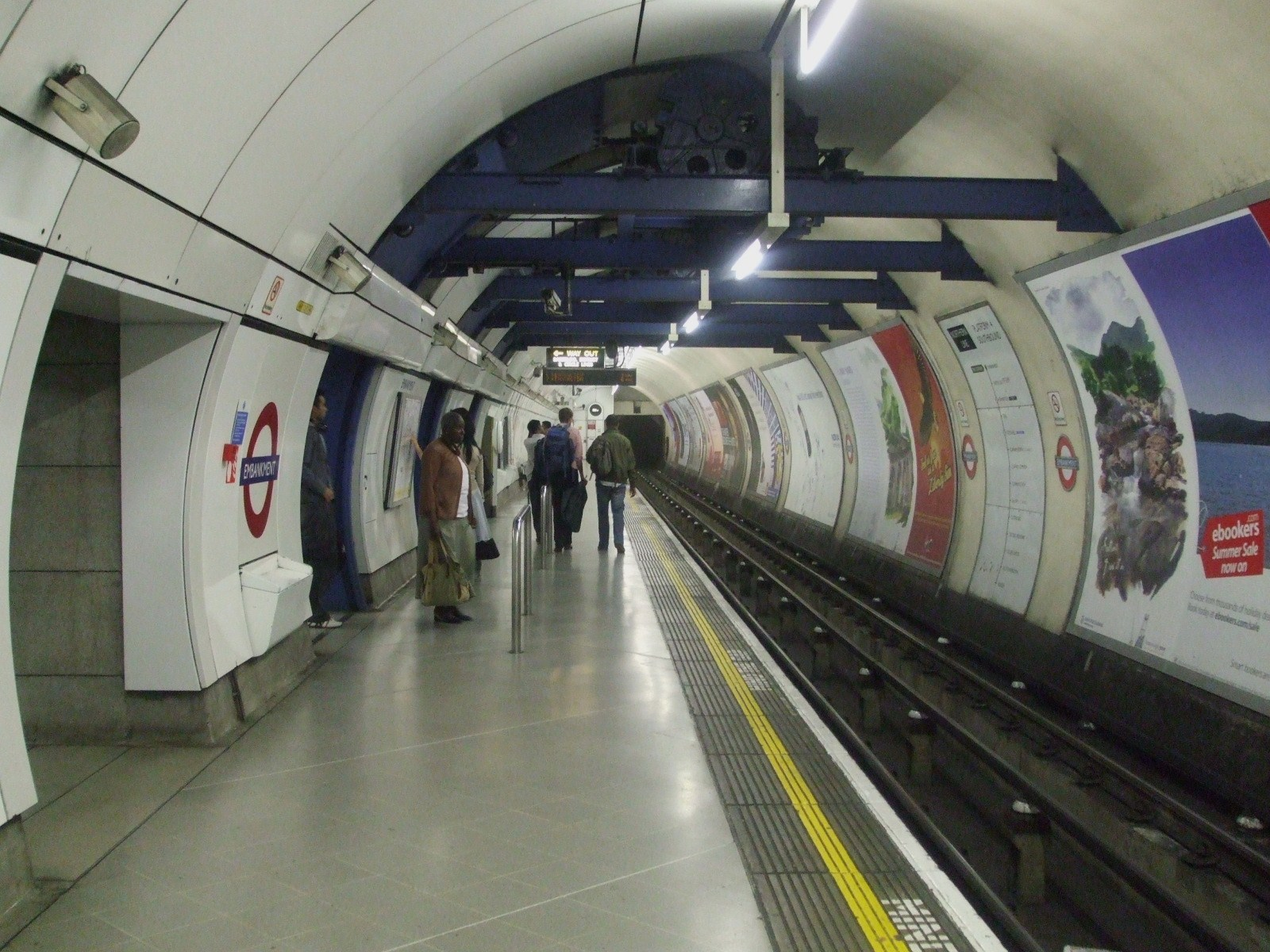
Платформа станції Ембанкмент, Північна лінія

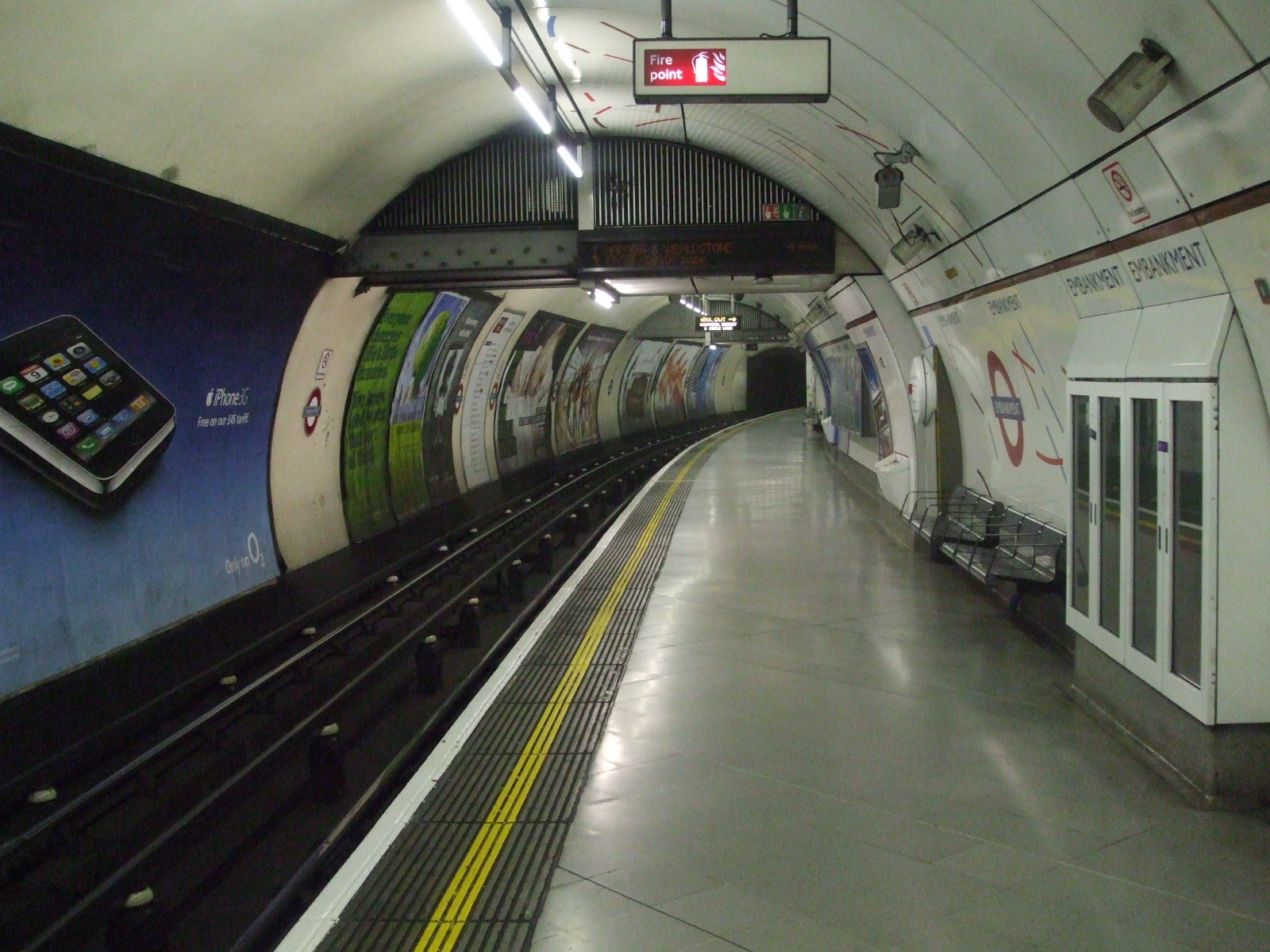
Платформа станції Ембанкмент, лінія Бейкерлоо

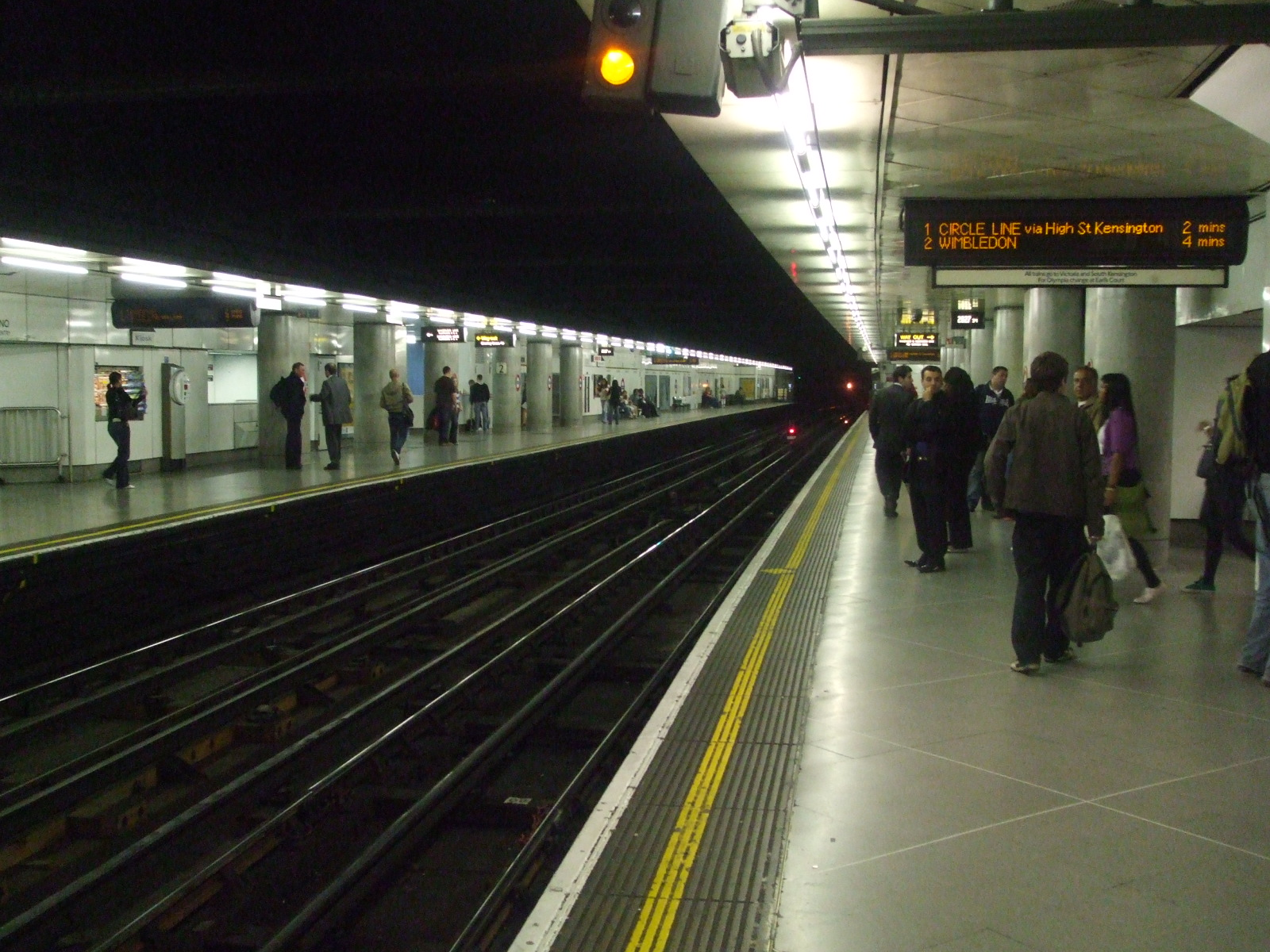
Платформа станції Ембанкмент, лінії Кільцева та Дистрикт

Ембанкмент (англ. Embankment) — станція Лондонського метро, обслуговує лінії Північна, Бейкерлоо, Дистрикт та Кільцева. Розташована у 1-й тарифній зоні. На Північній та Бейкерлоо лініях станція розташована між станціями Ватерлоо та Чарінг-кросс; на лініях Кільцева та Дистрикт, між станціями Вестмінстер та Темпл.
Станція має два входи: один на Набережну Вікторії, а інший — на Вільєрс-стріт.  
Пасажирообіг на 2016 рік — 26.84 млн. осіб

## Історія
Станція має поділ на дві частини: платформи мілкого закладення, відкриті в 1870 році у складі District Railway (DR) як частина розширення лінії Inner Circle на схід від Вестмінстера до Блекфрайерс і платформи глибокого закладення відкриті у 1906 році у складі Baker Street and Waterloo Railway (BS&WR) та у 1914 році у складі Charing Cross, Euston and Hampstead Railway (CCE&HR).

## Пересадки
- Автобуси оператора London Buses маршруту N550[3]
- У кроковій досяжності знаходяться метростанція Чарінг-кросс, залізничні станції Чарінг-кросс, Ватерлоо-Іст, Ватерлоо

## Туристичні пам'ятки поруч
- Сади Набережної Вікторії
- Пірс Ембанкмент
- Гангерфорд
- Голка Клеапатри
- Меморіал Королівських ВПС
- Савойська каплиця
- Готель Савой